# Nizozemské Antily na letních olympijských hrách
Nizozemské Antily na letních olympijských hrách startovaly mezi lety 1952 a 2008. Toto je přehled účastí, medailového zisku a vlajkonošů Nizozemských Antil na dané sportovní události.

## Účast na Letních olympijských hrách
| Dějiště LOH            | LOH      | Vlajkonoš        | Zlatá medaile | Stříbrná medaile | Bronzová medaile | Celkem |
| ---------------------- | -------- | ---------------- | ------------- | ---------------- | ---------------- | ------ |
| 1952 Helsinky          | LOH 1952 | nebyl            |               |                  |                  | 0      |
| 1956 Melbourne         | 1956     |                  |               |                  |                  | Ne     |
| 1960 Řím               | LOH 1960 | nebyl            |               |                  |                  | 0      |
| 1964 Tokio             | LOH 1964 | nebyl            |               |                  |                  | 0      |
| 1968 Ciudad de México  | LOH 1968 | nebyl            |               |                  |                  | 0      |
| 1972 Mnichov           | LOH 1972 | Beto Adriana     |               |                  |                  | 0      |
| 1976 Montréal          | LOH 1976 | nebyl            |               |                  |                  | 0      |
| 1980 Moskva            | 1980     |                  |               |                  |                  | Ne     |
| 1984 Los Angeles       | LOH 1984 | Evert Kroon      |               |                  |                  | 0      |
| 1988 Soul              | LOH 1988 | nebyl            |               | 1                |                  | 1      |
| 1992 Barcelona         | LOH 1992 | nebyl            |               |                  |                  | 0      |
| 1996 Atlanta           | LOH 1996 | Sergio Murray    |               |                  |                  | 0      |
| 2000 Sydney            | LOH 2000 | Cor van Aanholt  |               |                  |                  | 0      |
| 2004 Athény            | LOH 2004 | Churandy Martina |               |                  |                  | 0      |
| 2008 Peking            | LOH 2008 | Churandy Martina |               |                  |                  | 0      |
| Celkem                 | 13       |                  | 0             | 1                | 0                | 1      |
| Zdroj na Olympedia.org |          |                  |               |                  |                  |        |